# Вулиця Похила (Львів)
Ву́лиця Похи́ла — вулиця у Франківському районі міста Львова, в місцевості Вулька. Сполучає вулиці Героїв Майдану та Павла Сбитова.

## Історія
Вулиця прокладена на початку XX століття і 1912 року отримала назву Похила. Під час німецької окупації, у 1943—1944 роках, мала назву Гольбейнгассе, на честь німецького художника епохи Відродження Ганса Гольбейна (молодшого). У липні 1944 року повернуто назву Похила, яка дотепер не змінювалася. 

## Забудова
Забудова вулиці Похилої — двоповерховий конструктивізм, одноповерхова садибна 1930-х, п'яти та шестиповерхова житлова 1960-х—2010-х років. Переважна більшість будинків внесено до Реєстру пам'яток архітектури місцевого значення. 
№ 1 — двоповерхова вілла, зведена у 1920-х роках на розі нинішніх вулиць Героїв Майдану та Похилої, за проєктом архітектора Євгена Червінського в стилі функціоналізм. В наш час вілла зазнала численних змін, зокрема, видозмінений дах, з боку головного входу замінена огорожа та брама тощо. Будинок внесений до реєстру пам'яток архітектури місцевого значення під охоронним № 2188-м.
№ 2 — триповерховий житловий будинок. Внесений до реєстру пам'яток архітектури місцевого значення під охоронним № 2189-м.
№ 3 — шестиповерховий житловий будинок, зведений у 1960-х роках. В торці будинку до середини 2010-х років містилося відділення поштового зв'язку № 12.
№ 4 — п'ятиповерховий житловий будинок, зведений у 1960-х роках.
№ 6 — шестиповерховий житловий будинок, зведений у 2013—2016 роках будівельною компанією «Львівцентробуд».
№ 7 — чотириповерховий житловий будинок. Внесений до реєстру пам'яток архітектури місцевого значення під охоронним № 2777-м.
№ 9 — двоповерхова вілла. В наш час добудовано ще два поверхи. Внесений до реєстру пам'яток архітектури місцевого значення під охоронним № 2778-м.
№ 11 — двоповерхова вілла. Внесений до реєстру пам'яток архітектури місцевого значення під охоронним № 2779-м.
№ 11а — двоповерхова вілла. Внесений до реєстру пам'яток архітектури місцевого значення під охоронним № 2780-м.
№ 12 — двоповерхова вілла. Внесений до реєстру пам'яток архітектури місцевого значення під охоронним № 2781-м.
№ 14 — одноповерхова вілла. Внесений до реєстру пам'яток архітектури місцевого значення під охоронним № 2782-м.

Світлини вуличної забудови
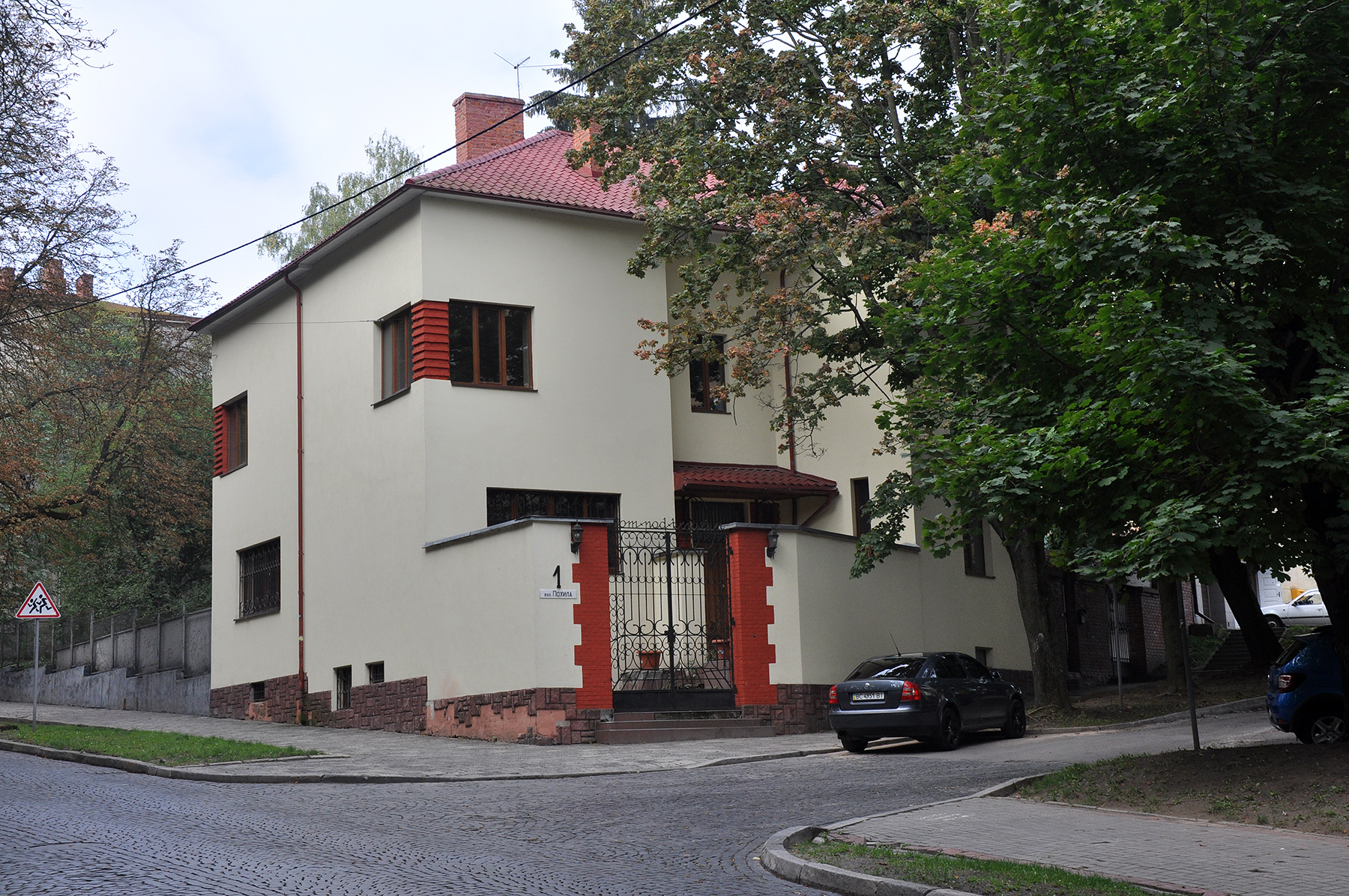
Вілла (вул. Похила, 1)
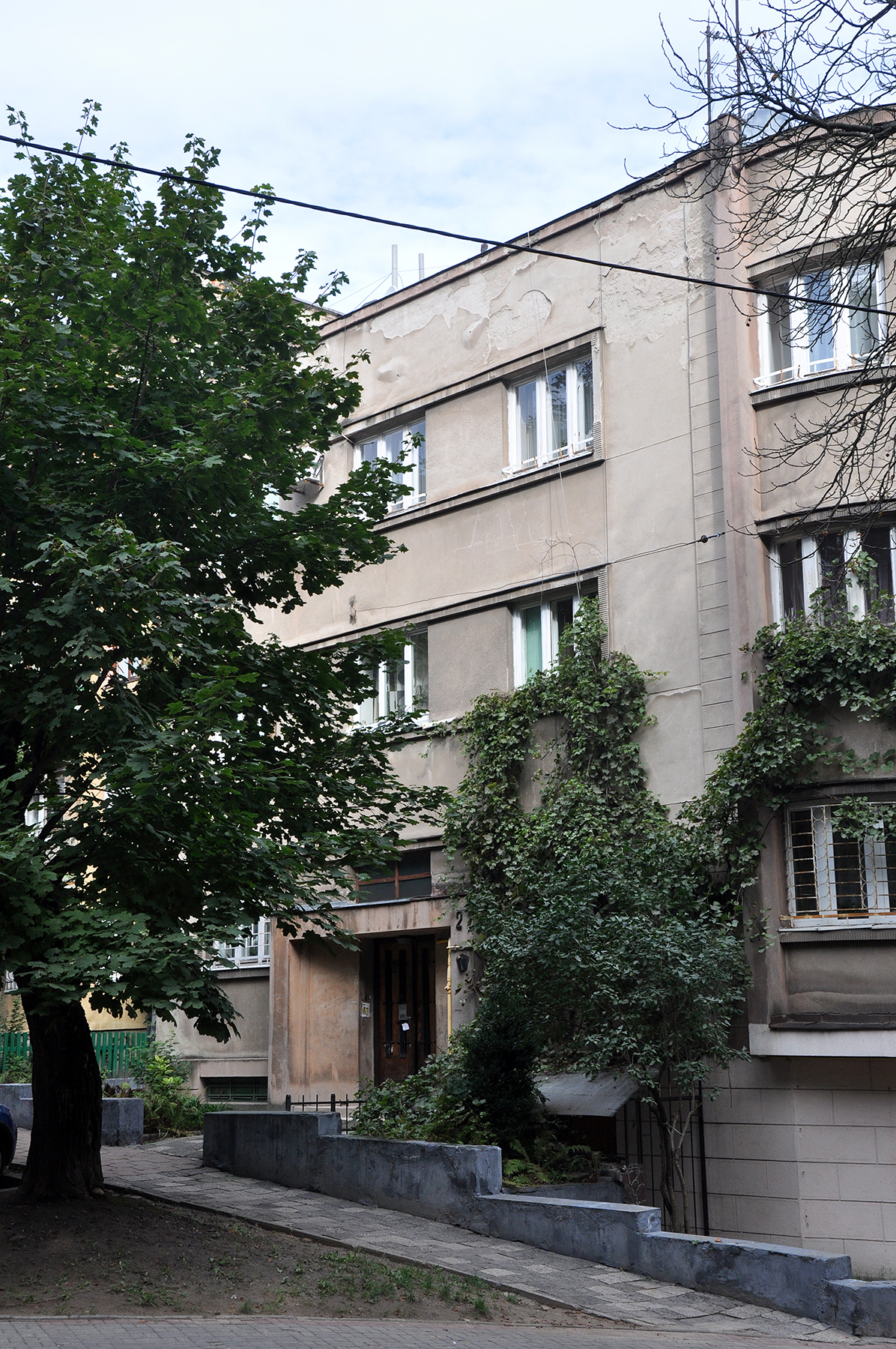
Житловий будинок (вул. Похила, 2)
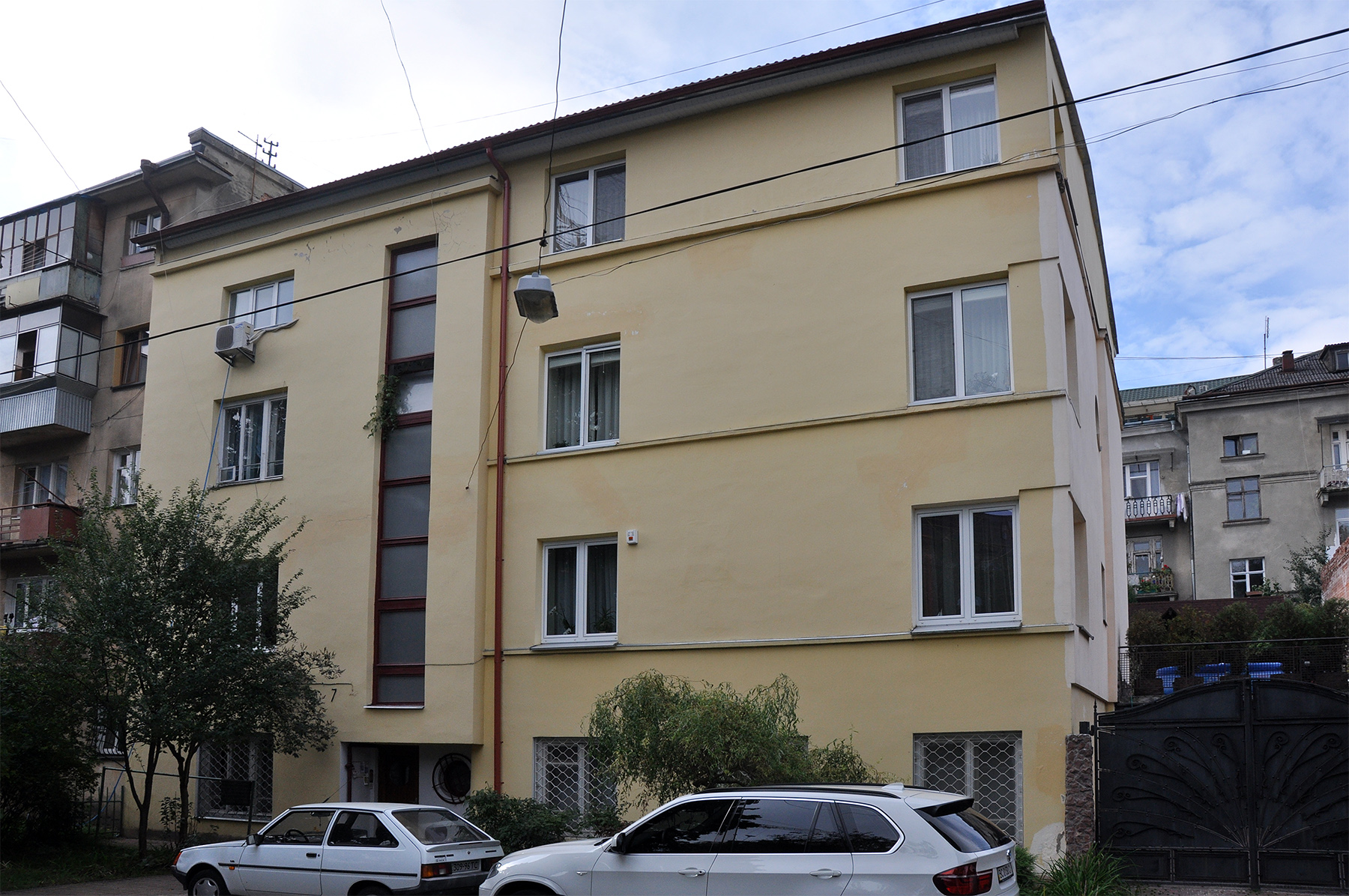
Вілла (вул. Похила, 7)
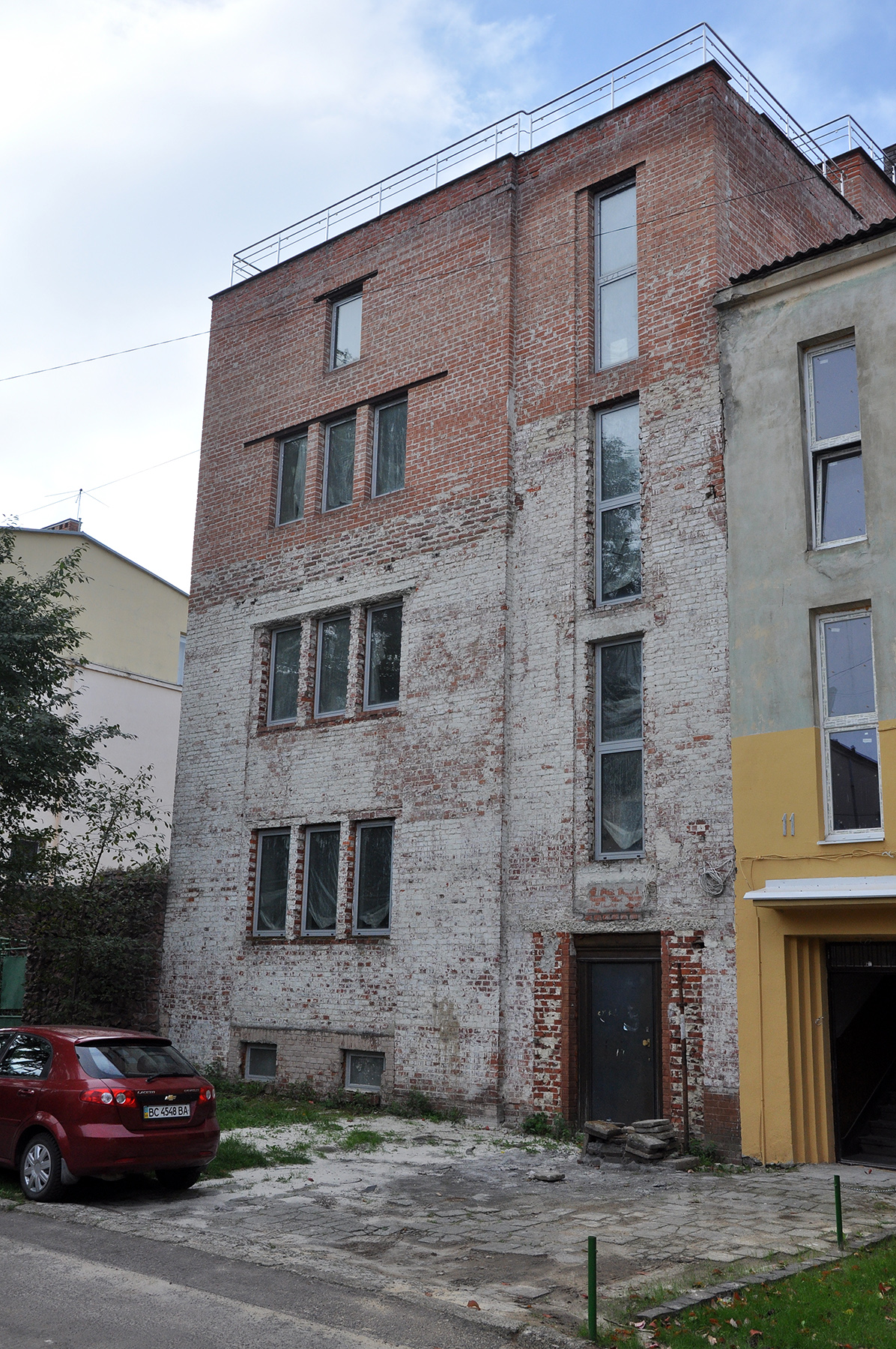
Вілла (вул. Похила, 9)
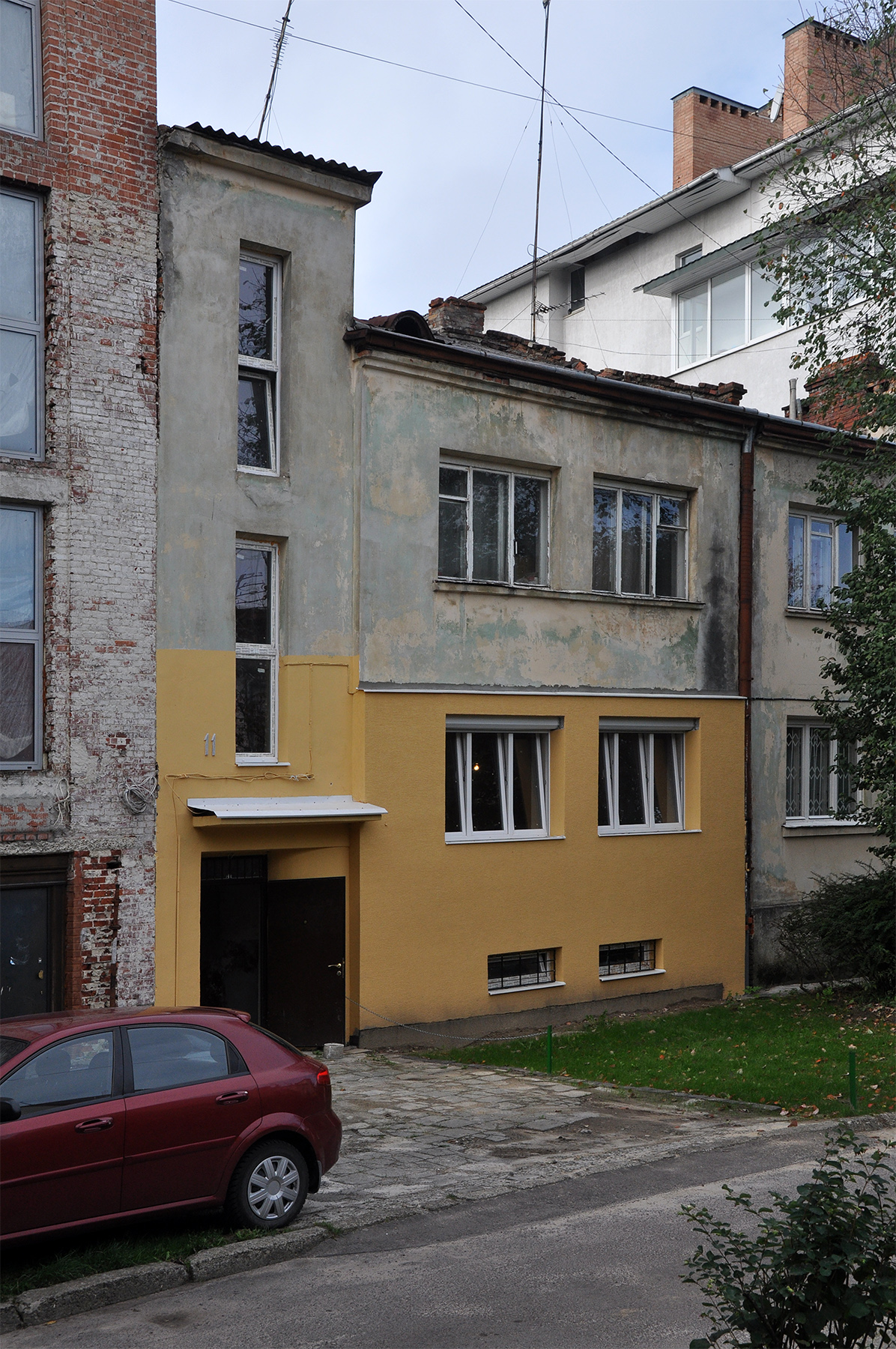
Вілла (вул. Похила, 11)
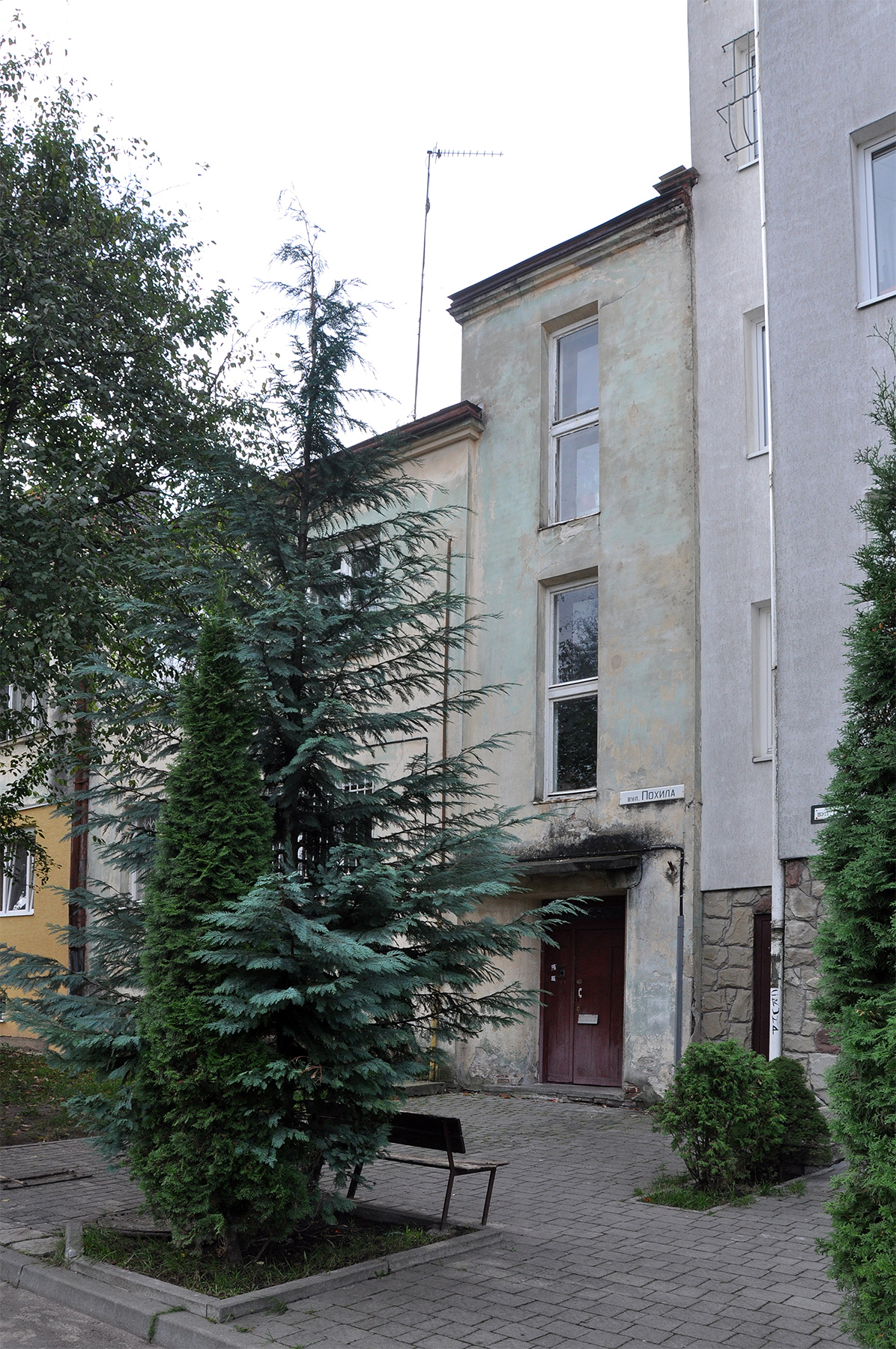
Вілла (вул. Похила, 11а)
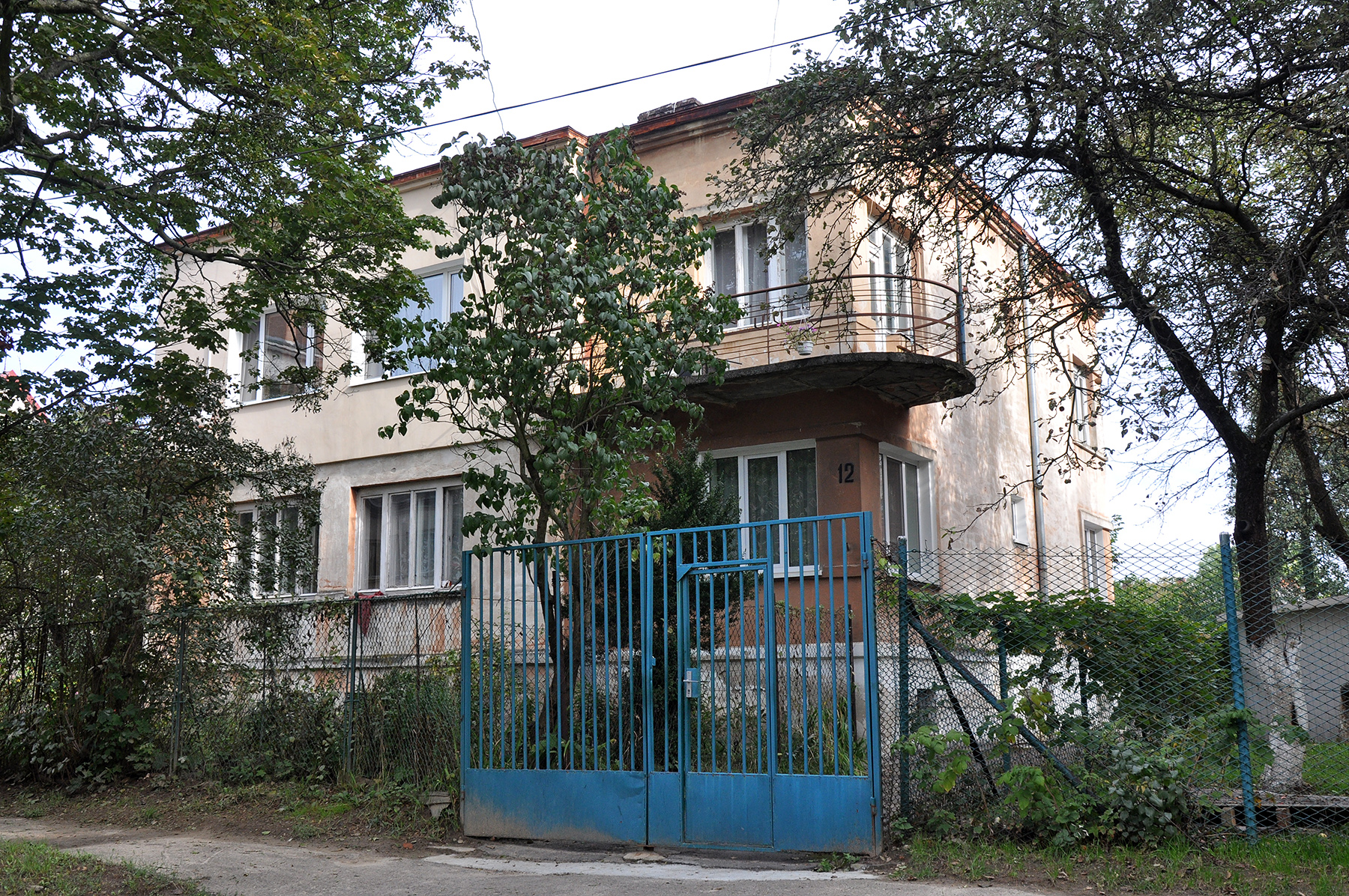
Вілла (вул. Похила, 12)
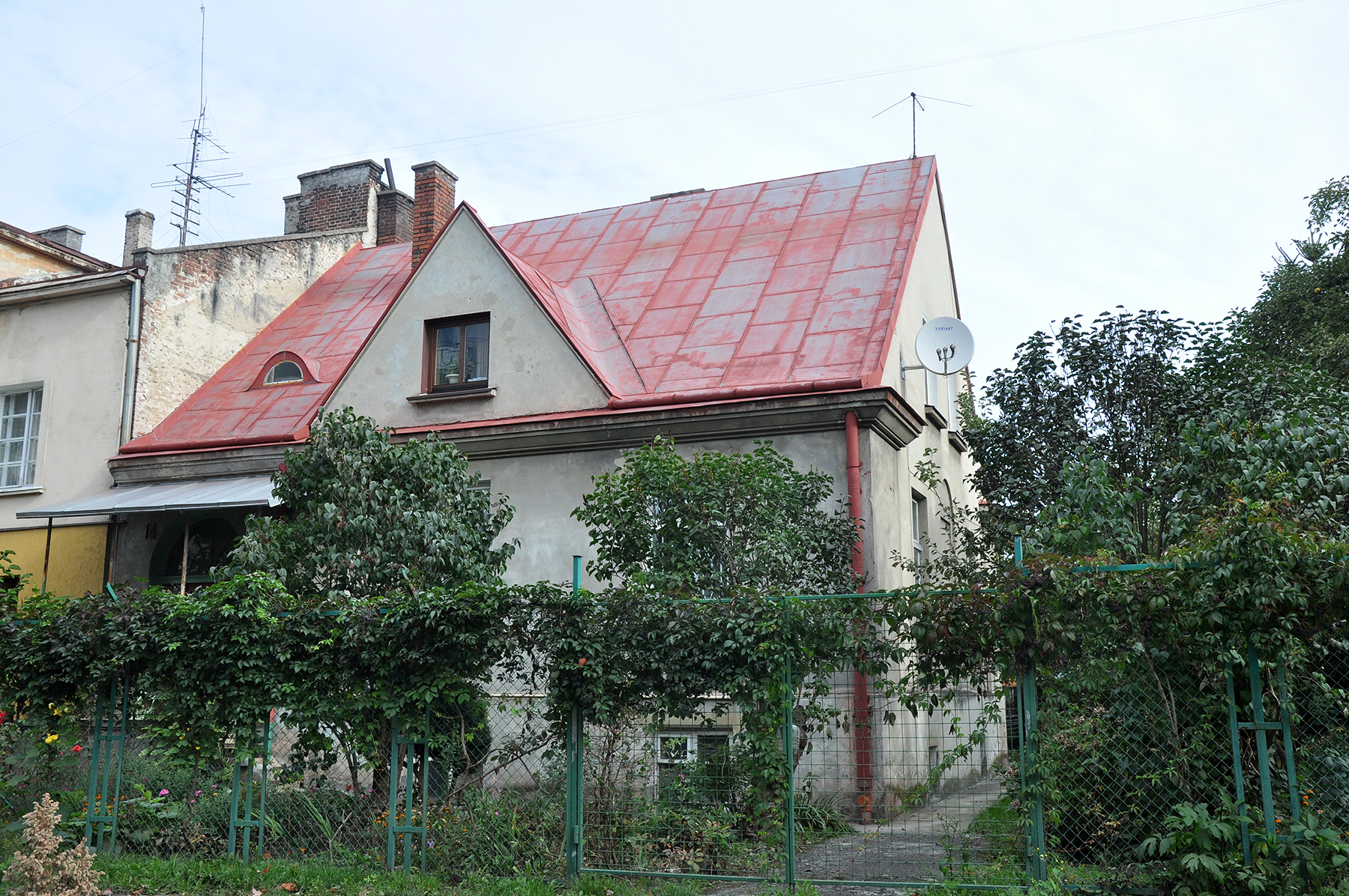
Вілла (вул. Похила, 14)

## Цікаві факти
- Біля Львівської загальноосвітньої школи I—III ступенів № 50 імені Антона Макаренка, що на вул. Комаринця, 2, існує бомбосховище, яке збудоване 1950 року та пов'язане підземними ходами з бомбосховищами на вулицях Похилій та Героїв Майдану.